# Agence internationale de l'énergie atomique
Pour les articles homonymes, voir Aiea (homonymie).
Ne doit pas être confondu avec Agence internationale de l'énergie.
L'Agence internationale de l'énergie atomique (AIEA) — anglais International Atomic Energy Agency (IAEA) — est une organisation internationale, sous l'égide de l'ONU. Elle rend un rapport annuel à l'assemblée générale des Nations unies et à chaque fois que demandé par le Conseil de sécurité. Fondée en 1957 et basée au Vienna International Centre à Vienne (Autriche), elle cherche à promouvoir les usages pacifiques de l'énergie nucléaire et à limiter le développement de ses applications militaires.
Le budget de l'année 2014 est de 342 millions d'euros.
L'AIEA a obtenu le prix Nobel de la paix en 2005.

## Histoire

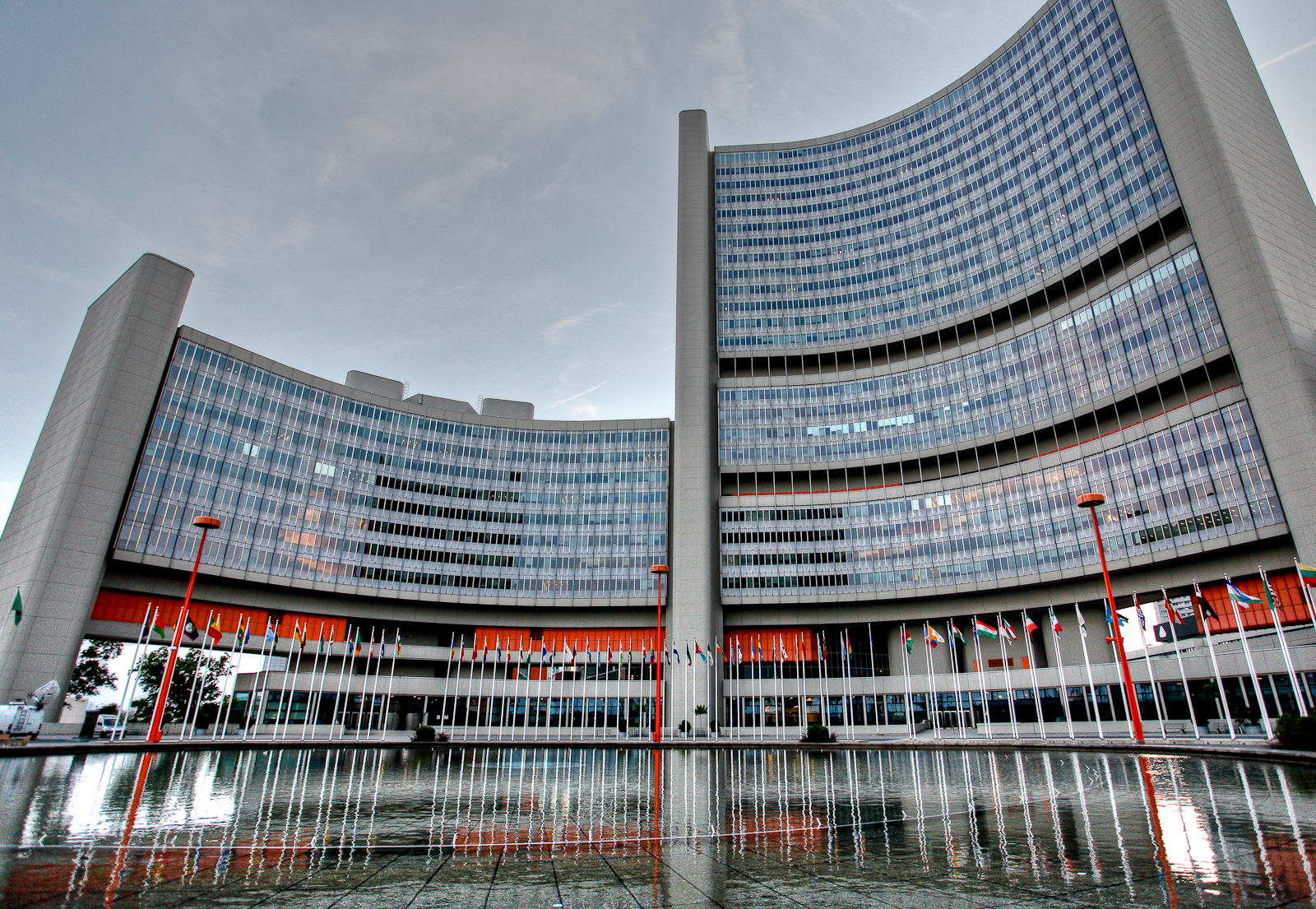
Siège de l'AIEA, Vienne, Autriche.

Le 24 janvier 1946, l'assemblée générale des Nations unies (ONU), sur proposition des puissances occidentales, met sur pied la Commission à l'énergie atomique, pour aider à réfléchir aux mesures d'urgence visant à contrôler l'énergie nucléaire et à réduire les armes nucléaires.
Bernard Baruch présenta le 14 juin 1946 le plan Baruch, une version modifiée du plan Acheson-Lilienthal, à la Commission, qui proposait un contrôle international de la toute nouvelle énergie atomique. Mais l'Union soviétique rejeta l'offre qu'elle jugeait inéquitable car les États-Unis possédaient déjà l'arme atomique.
Le 8 décembre 1953, Dwight D. Eisenhower, président des États-Unis, propose dans le discours Atoms for Peace, prononcé devant l'Assemblée générale des Nations unies, la création d'une agence internationale chargée de contrôler l'utilisation des matières nucléaires.
En 1955, une conférence internationale est organisée sur le thème des usages pacifiques de l'énergie atomique sous l'égide de l'ONU ; elle donnera lieu à la publication de six volumes sur les utilisations pacifiques de l'énergie atomique, dont le 6e et dernier tome (publié en 1958) est consacré aux usages de l'énergie atomique dans l'agriculture et l'alimentation.
Le statut de l'AIEA est approuvé le 23 octobre 1956 par 81 pays, il lui donne la responsabilité du contrôle de la bonne application de la sécurité et de la protection des personnes ainsi que du transfert des technologies nucléaires.
L'agence entre officiellement en fonction le 29 juillet 1957. Le Vatican est un membre fondateur et dispose depuis cette date d'un délégué au siège de l'agence à Vienne.
De 1957 à 1962, alors que l'ONU promeut à travers l'AIEA les usages pacifiques du nucléaire, notamment sous la forme d'une deuxième conférence sur ces usages pacifiques en 1958,, les tensions entre les deux superpuissances, les États-Unis et l'URSS, rendent l'application du statut de l'AIEA impossible. Il faut attendre la crise des missiles de Cuba pour que les deux superpuissances commencent à vouloir contrôler leurs armements nucléaires.
En 1961, l'AIEA ouvre un laboratoire d'analyse à Seibersdorf, en Autriche. La même année, l'AIEA signe des accords de coopération avec Monaco et l'Institut océanographique de Monaco dirigé par Jacques-Yves Cousteau. Ces accords ont pour but d'effectuer des recherches sur les effets de la radioactivité en milieu marin. Cela aboutit à la création du Laboratoire de l'environnement marin de l'agence internationale de l'énergie atomique (AIEA-LEM), le 4 novembre 2002.
En 1968, avec la ratification du traité sur la non-prolifération des armes nucléaires (TNP), l'AIEA devient le responsable de la surveillance de la bonne application du traité. Ce traité empêche les États signataires d'augmenter leur nombre d'armes nucléaires et pour ceux qui n'en ont pas de chercher à en avoir.
À la suite des chocs pétroliers dans les années 1970, plusieurs pays envisagent d'utiliser massivement l'énergie nucléaire pour leurs besoins énergétiques, l'AIEA voit donc accroître le nombre de ses contrôles.
L'accident nucléaire de Three Mile Island, en 1979, et principalement celui de Tchernobyl, en 1986, arrêtent de nombreux pays dans leur volonté d'utiliser l'énergie nucléaire. À la suite de ces catastrophes, l'AIEA augmente ses efforts dans le domaine de la sûreté nucléaire sans remettre en question ses objectifs.
L'AIEA est chargée de la surveillance du respect du TNP. À la suite de la découverte, en 1991, du programme nucléaire clandestin irakien, différents gouvernements décident d'augmenter les moyens et le rôle de l'AIEA dans le contrôle de l'armement nucléaire.
l'AIEA compte en août 2004 des programmes :
- en Irak
- en Iran ;
- en Libye ;
- en Corée du Nord ;
- en Ukraine à Tchernobyl.

En 2012, Yukiya Amano et l'Agence ont préparé la conférence ministérielle post-Fukushima de l’AIEA prévue au Japon du 14 au 17 décembre 2012, inscrivant cette conférence dans le Plan d’action de l’AIEA sur la sûreté nucléaire demandé en juin 2011 par la Conférence ministérielle sur la sûreté nucléaire à la suite de l'accident nucléaire de Fukushima. ce plan a été adopté en septembre 2011 par le Conseil des gouverneurs puis approuvé par la 55e conférence générale par l'ensemble des États membres. Il inclut les tests de résistance réalisés en Europe et une analyse des retours d'expérience de la catastrophe de Fukushima, de la gestion de cette crise, avec l'ambition d'une coopération internationale renforcée qui doit être mise en œuvre, avec l'aide de 2 experts français « mis à disposition de l'Agence à titre gracieux » par l'IRSN et Areva. Selon l'AIEA (mi-2012), Les enseignements tirés de l’accident de Fukushima qui sont applicables à la mise en place d’une nouvelle infrastructure sont « intégrés dans les orientations de l’Agence, par exemple dans les documents intitulés Evaluation of the Status of National Nuclear Infrastructure Development (no NG-T-3.2 de la collection Énergie nucléaire de l’AIEA), Milestones in the Development of a National Infrastructure for Nuclear Power (no NG-G-3.1 de la collection Énergie nucléaire de l’AIEA) et National Position for a Nuclear Power Programme ». Et dans ce cadre, un nouveau guide de sûreté a été publié en 2012. L'AIEA a aussi mis en place un service d’examen de la formation théorique et pratique (ETReS) pour « aider les États Membres à établir et maintenir un programme durable et adéquat de formation théorique et pratique à la sûreté nucléaire conforme aux normes de sûreté de l’Agence et aux bonnes pratiques internationales » et a publié un nouveau document ainsi que des matériels de formation connexes destinés aux personnes chargés d’informer le public et les médias en cas de crise.

## Fonctions et objectifs
Le statut de l'AIEA fixe les objectifs et fonctions de l'Agence, son rôle est d'assurer un usage sûr et pacifique des technologies et des sciences liées au nucléaire.
L'AIEA exerce cette mission avec les fonctions suivantes :
- inspections des installations existantes pour s'assurer de leur usage pacifique ;
- informations et publications de standards pour la stabilité et la sûreté des installations nucléaires ;
- liens pour la recherche d'applications et utilisations pacifiques des activités nucléaires.

L'AIEA dispose d'un programme OSART qui aide les États membres qui le souhaitent à renforcer la sûreté de leurs centrales nucléaires au moment de leur mise en service et durant leur temps d'exploitation, en comparant les pratiques observée dans la centrale avec les normes de sûreté de l'AIEA. Une équipe d'experts internationaux est invitée (mission OSART) à visiter une centrale ou une unité (tranche de centrale nucléaire) pour échanger avec le personnel, examiner la documentation et visiter la centrale ou une unité de la centrale, afin d'observer son état et le respect des attentes ; « la mission elle-même dure trois semaines. À la fin de la mission, l’équipe OSART prépare un projet de rapport à l’intention de la direction de l’usine. Le rapport approuvé est publié dans les trois mois suivant la fin de la mission et l’AIEA encourage toutes les organisations hôtes à le rendre public. Environ 18 mois après la mission OSART, une visite de suivi a lieu. Au cours de cette visite, un groupe de trois ou quatre membres de l’équipe évalue les progrès réalisés dans la résolution des problèmes soulevés lors de l’examen initial ». 
L'examen OSART n'est pas réglementaire. Sa portée est préalablement « convenue entre l'AIEA et l'organisation hôte ; l'examen, planifiée un an à l'avance, peut porter sur tout ou partie des domaines suivants » :
1. leadership ;
2. gestion de la sécurité ;
3. formation / qualification ;
4. opérations ;
5. entretien ;
6. soutien technique ;
7. retour d'expérience opérationnelle ;
8. radioprotection ;
9. chimie ;
10. préparation et intervention d'urgence ;
11. gestion des accidents ;
12. exploitation à long terme ;
13. commande ;
14. période de transition entre l'exploitation et le déclassement ;
15. utilisation de l'analyse probabiliste de sûreté pour améliorer la sûreté.

## Organes de direction
Les principaux organes de l'AIEA sont :

### Secrétariat
Le Secrétariat est constitué d'équipes de professionnels et de services généraux dirigés par le directeur général. Il est composé de 2 212 personnes venant de plus de 90 pays différents. Ces personnes travaillent principalement dans les différents bureaux de l'AIEA (Vienne, Genève, New York, dans le laboratoire de Seibersdorf, etc.). Le secrétariat est composé de six départements :
- Administration
- Recherche et application du nucléaire
- Énergie nucléaire
- Sécurité et protection nucléaire
- Coopération technique
- Contrôleurs et vérification

#### Directeur général
Le directeur général est responsable de la mise en application des actions décidées par la Conférence générale et le conseil des gouverneurs. Il est choisi par le conseil et approuvé par la conférence pour un mandat de quatre ans renouvelable.
|   | Période                              | Nom                     |
| - | ------------------------------------ | ----------------------- |
| 1 | 1er décembre 1957 – 30 novembre 1961 | William Sterling Cole   |
| 2 | 1er décembre 1961 – 30 novembre 1981 | Sigvard Eklund          |
| 3 | 1er décembre 1981 – 30 novembre 1997 | Hans Blix               |
| 4 | 1er décembre 1997 – 30 novembre 2009 | Mohamed el-Baradei      |
| 5 | 1er décembre 2009 – 18 juillet 2019  | Yukiya Amano            |
|   | 25 juillet – 2 décembre 2019         | Cornel Feruta (intérim) |
| 6 | Depuis le 3 décembre 2019            | Rafael Grossi           |

#### Conseil de direction
Il est composé du directeur général et de six directeurs généraux adjoints pour les six départements du Secrétariat.

### Conférence générale

États membres de l'AIEA.

Le rôle et la composition de la Conférence générale sont définis dans l'article 5 du Statut de l'AIEA.
La Conférence se compose de tous les États membres, au nombre de 158 en novembre 2012. Tous reçoivent un droit de vote. Les questions budgétaires, d'amendement des statuts ou de suspension des privilèges d'un des membres requiert une majorité des deux-tiers. Les autres questions requièrent une simple majorité.
La conférence a lieu normalement une fois par an, au mois de septembre. Son rôle est d'approuver le programme et le budget de l'agence proposés par le Conseil. Celle-ci peut aussi demander des comptes sur les programmes en cours auprès du Conseil. Lors de chaque rassemblement, un président est élu pour la durée de la conférence et ce pour assurer la bonne tenue des débats. Elle fut présidée par l'Ambassadeur du Mexique en 2019, par l'Ambassadeur du Maroc Azzeddine Farhane en 2020 et par l'Ambassadeur du Koweït Sadiq Marafi en 2021
La fonction principale de cette conférence est de servir de forum pour débattre des politiques et actions en cours. Les différents organes de l'AIEA peuvent ajouter à l'ordre du jour les sujets qu'ils souhaitent discuter. Le rôle de la conférence est quasiment similaire à celui de l'Assemblée générale des Nations unies.
Début 2025, 180 des 193 États membres de l'ONU sont membres de l'AIEA. Cependant, l'adhésion ne devient effective que s'ils ont ratifié tous les traités nécessaires à une adhésion pleine et entière.
En 2004, la Mauritanie adhère à l'organisation. En 2005, le Tchad adhère, suivi en 2006 par Belize, le Malawi, le Monténégro et le Mozambique. Le Cap-Vert reçoit une invitation en 2007. En 2008, le Népal et Palau deviennent membres. En 2009, Bahreïn, le Burundi, la république du Congo, le Lesotho et l'Oman deviennent membres en même temps le Cambodge qui redevient membre de l'organisation au 23 novembre 2009. Le Swaziland reçoit une invitation à adhérer en 2010. En 2011, le Laos devient membre de l'organisation alors que les Tonga reçoivent une invitation à adhérer. La Dominique adhère en 2012 tout comme les Fidji, la Papouasie-Nouvelle-Guinée, le Rwanda, le Togo et Trinité-et-Tobago. Saint-Marin reçoit une invitation à adhérer en 2012 et son adhésion devient effective l'année suivante tout comme celle de l'Eswatini. En 2013, les Bahamas et le Brunei sont invités à adhérer, ce qui est fait en 2014. Djibouti, le Guyana, les Vanuatu, Antigua-et-Barbuda et la Barbade adhèrent en 2015. Le Turkménistan adhère en 2016 alors que la Gambie reçoit une invitation pour devenir membre de plein droit en 2023. Saint-Vincent-et-les-Grenadines adhère en 2017 et la Grenade en 2018. Sainte-Lucie adhère en 2019. En 2020, les Comores, invités à adhérer depuis 2014, deviennent membres. Le Samoa adhère en 2021. En 2022, Saint-Christophe-et-Niévès et les Tonga deviennent membres. En 2023, la Guinée et le Cap-Vert deviennent membres. En 2024, la Somalie rejoint l'IAEA en même temps que les Îles Cook.
La Corée du Nord, qui avait rejoint l'AIEA en 1974, l'a quittée le 13 juin 1994. Le Cambodge a quitté l'organisation du 26 mars 2003 au 23 novembre 2009. Le Honduras a quitté l'organisation de 1967 au 2003.
Parmi les États non membres figurent le Soudan du Sud, le Suriname, l'Andorre, Sao Tomé-et-Principe, la Guinée équatoriale, la Guinée-Bissau, les Tuvalu, la Micronésie, les Îles Salomon, les Maldives, le Timor oriental, les Kiribati, Nauru et le Bhoutan.

### Conseil des gouverneurs
L'article 6 du Statut de l'AIEA fixe la composition et le rôle du Conseil des gouverneurs (en anglais Board of Governors).
Au total, 35 membres dont 13 sont désignés par le Conseil sortant et 22 sont élus par la Conférence générale siègent au Conseil. Une certaine représentativité doit être respectée dans l'élection des membres du Conseil. C'est dans ce but que huit zones ont été définies :
| - Amérique du Nord - Amérique latine | - Europe occidentale - Europe orientale | - Afrique - Moyen-Orient et Asie du Sud | - Asie du Sud-Est et Pacifique - Extrême-Orient |

Sur les 35 membres, dix sont choisis par le Conseil sortant parmi les États les plus évolués en matière de technologies nucléaires les trois restants sont choisis dans zones géographiques non représentés par les dix premiers. Ces membres ont un mandat d'un an.
Les 22 autres États présents au Conseil des gouverneurs sont élus lors de la Conférence générale des États membres de l'AIEA avec un mandat de deux ans et onze sont élus chaque année. Des clauses imposant une diversité géographique sont également stipulés dans les statuts.
Pour la période 2024-2025, les membres du Conseil sont :
- Afrique du Sud
- Algérie
- Allemagne
- Argentine
- Arménie
- Australie
- Bangladesh
- Belgique
- Brésil
- Burkina Faso
- Canada
- Chine
- Colombie
- Corée du Sud
- Égypte
- Équateur
- Espagne
- États-Unis
- France
- Géorgie
- Ghana
- Inde
- Indonésie
- Italie
- Japon
- Luxembourg
- Maroc
- Pakistan
- Pays-Bas
- Paraguay
- Royaume-Uni
- Russie
- Thaïlande
- Ukraine
- Venezuela

#### Présidence du Conseil
- 1990-1991 :  R. Zelazny
- 1991-1992 :  M. Mondino
- 1992-1993 :  R. Lamamra
- 1993-1994 :  Ronald Walker
- 1994-1995 :  Rajagopala Chidambaram
- 1995-1996 :  Joost van Ebbenhorst Tengbergen
- 1996-1997 :  Peter F. Walker
- 1997-1998 :  Yuji Ikeda
- 1998-1999 :  Miroslav Gregoric
- 1999-2000 :  Sergio de Queiroz-Duarte
- 2000-2001 :  I.H. Umar
- 2001-2002 :  Max Hughes
- 2002-2003 :  Nabeela Al-Mulla
- 2003-2004 :  Antonio Núñez García-Saúco
- 2004-2005 :  Ingrid Hall
- 2005-2006 :  Yukiya Amano
- 2006-2007 :  Ernest Petrič
- 2007-2008 :  Milenko E. Skoknic
- 2008-2009 :  Taous Feroukhi
- 2009-2010 :  M. H. Arshad
- 2010 :  Muhammad Shahrul Ikram Yaakob
- 2010-2011 :  Ansar Parvez
- 2011-2012 :  Gianni Ghisi
- 2012 :  Filippo Formica
- 2012-2013 :  John Barrett
- 2013-2014 :  Thiep Nguyen
- 2014-2015 :  Marta Žiaková
- 2015-2016 :  Laércio Antonio Vinhas
- 2016-2017 :  Tebogo Seokolo
- 2017-2018 :  Darmansjah Djumala
- 2018-2019 :  Leena Al-Hadid
- 2019-2020 :  Mikaela Kumlin Granit
- 2020-2021 :  Heidi Alberta Hulan
- 2021-2021 :  Shin Chae-Hyun
- 2022-2022 :  Ham Sangwook
- 2022-2023 :  Ivo Sramek
- 2023-2024 :  Holger Federico Martinsen
- 2024-2025 :  Philbert Abaka Johnson

Le Conseil des gouverneurs se réunit cinq fois par an, au siège de l'AIEA à Vienne. Les réunions ont lieu en mars, juin, deux fois en septembre (avant et après la Conférence générale) et en décembre. Le conseil est le principal décideur de la politique de l'AIEA. Le Conseil forme ses recommandations pour le budget et les activités soumises à la conférence générale. Il est responsable de la publication des normes et standards de l'AIEA, ainsi que la nomination d'un candidat au poste de directeur général qui est soumis à l'approbation de la Conférence.

## L'AIEA et l'Irak
Après la première guerre du Golfe, le 3 avril 1991, le Conseil de sécurité de l'ONU adopte la résolution 687 exigeant que l’Irak mette fin à son programme nucléaire.
L'AIEA est chargée du contrôle du matériel nucléaire à l'aide de missions d'inspection.
Le 19 juillet 1991, le conseil des gouverneurs de l'AIEA à Vienne adopte une résolution qui « condamne l'Irak » pour avoir « violé » le Traité sur la non-prolifération des armes nucléaires.
En février 1994, l’AIEA retire d’Irak tous les stocks déclarés de matière pouvant servir à fabriquer des armes nucléaires.
En janvier 1998, à la suite de blocages d’inspections, les États-Unis et le Royaume-Uni déclenchent l’opération Renard du désert en bombardant l’Irak pendant quatre jours. Les inspecteurs quittent l’Irak sans que leur travail soit terminé.
En septembre 2002, l’Irak accepte inconditionnellement le retour des inspecteurs qui arrivent sur place en novembre 2002.
L'AIEA intervient en 2003 lors des contrôles qui précédent la guerre d'Irak. Les inspections n’avaient rien trouvé. Mohamed el-Baradei rapporte que les missions de l’AIEA n’ont relevé «aucune indication de reprise d’activités nucléaires» dans les sites identifiés. L'intervention militaire d'une coalition menée par les États-Unis sera lancée le 20 mars 2003: deuxième guerre d'Irak.

## L'AIEA et l'Iran
En 2003, Mohamed el-Baradei a effectué une visite en Iran avec une équipe d'inspecteurs afin d'évaluer le programme nucléaire iranien. En novembre 2003, Mohamed el-Baradei a rapporté au conseil que l'Iran avait failli pendant une large période à ses obligations en matière de sûreté, et n'avait pas déclaré son programme d'enrichissement. Cependant, il a précisé qu'il n'y avait pas de preuves formelles que l'Iran cherche à acquérir l'arme atomique. Il a ajouté qu'il n'était pas en position de conclure qu'il n'y avait aucun matériau ou activité non déclaré sur le sol iranien. Le 18 décembre 2003, l'Iran a signé un protocole provisoire avec l'AIEA dans les locaux de Vienne. Il est convenu que l'Iran suspende ses activités d'enrichissement de l'uranium et de retraitement du plutonium, en attendant la ratification d'un accord complet. Cela en réponse aux initiatives diplomatique de la France, de l'Allemagne et de la Grande-Bretagne,. L'Iran a mis fin à ce protocole et à ces suspensions le 1er août 2005.
Après huit ans d'enquête sur l'Iran, l'AIEA a publié un rapport indiquant que le pays avait travaillé à la mise au point d'une arme nucléaire, des allégations rejetées par Téhéran.
Le 2 juillet 2025, le président iranien, Massoud Pezeshkian, approuve le projet de loi voté une semaine plus tôt par le Parlement iranien et signe un décret qui suspend officiellement la coopération de l'Iran avec l'AIEA,. Cette décision fait suite à la guerre Iran-Israël, et aux frappes américaines sur les sites nucléaires iraniens. Le 12 juillet, le ministre des Affaires étrangères iranien, Abbas Araghtchi, évoque une possible reprise de la coopération et déclare : « Notre coopération avec l'Agence internationale de l'énergie atomique (AIEA) ne s'est pas interrompue mais elle prendra une nouvelle forme ».

## L'AIEA et la guerre en Ukraine
En 2022, à l'occasion de la guerre en Ukraine à la suite de l'intervention militaire par la Russie, l'agence internationale de l'énergie atomique a exprimé ses inquiétudes sur la situation dans un communiqué et a appelé à « un maximum de retenue pour éviter toute action qui mettrait les sites nucléaires du pays en danger ». Après la prise de contrôle de la centrale nucléaire de Tchernobyl, les forces armées russes se trouvent à proximité de la plus grande centrale nucléaire d’Ukraine et de ses six réacteurs (centrale nucléaire de Zaporijjia). Une réunion du Conseil des gouverneurs de l'AIEA à Vienne, siège de l’agence, est organisé pour discuter des « risques réels » posés par le conflit entre la Russie et l'Ukraine. La résolution adoptée appelle la Russie à « cesser immédiatement les actions contre les sites nucléaires ukrainiens », mis en danger par la guerre qui fait rage à la suite de l'invasion russe. Le texte estime que cette guerre « pose des menaces graves et directes à la sécurité de ces lieux et de leur personnel », présentant « le risque d'un accident ou incident nucléaire qui mettrait en danger la population de l'Ukraine, des Etats voisins et de la communauté internationale »,,.
Le 29 mars 2022, Rafael Mariano Grossi, directeur général l'AIEA présent en Ukraine, déclare « Nous devons prendre des mesures urgentes pour faire en sorte que [les centrales nucléaires ukrainiennes] puissent continuer à fonctionner en toute sécurité et réduire le risque d’un accident nucléaire ».

## L'AIEA et l'évaluation des impacts environnementaux de la radioactivité
Depuis la catastrophe de Tchernobyl, l'AIEA aide à évaluer l’impact environnemental de la radioactivité au moyen d'une série de programmes, dont les plus récents sont :
- MODARIA (pour Modélisation et données pour l’évaluation de l’impact radiologique ; 2012-2019) portant sur les simulations de rejet de radionucléides dans l’environnement et l'évaluation de l’exposition du public et des espèces sauvages (environ 140 spécialistes de plus de 40 pays y ont contribué)[41] ;
- MEREIA (pour Méthodes d’évaluation de l’impact radiologique et environnemental ; 2021-2025) pour aider les pays à mieux évaluer l’impact radiologique sur l’environnement grâce aux démarches, modèles conceptuels, modèles mathématiques et les données relatifs à l’évaluation de l’impact environnemental de la radioactivité[41] ; il s'agit aussi de produire un consensus international sur les bonnes pratiques dans ce domaine, dans le cadre des normes de sûreté de l’AIEA[42].

## Critiques de l'organisation
L'AIEA s'oppose à l'utilisation militaire de l'énergie nucléaire et soutient l'utilisation civile des centrales nucléaires. Son objectif est le développement de l'énergie nucléaire pour la production d'électricité dans tous les pays membres, soit 178 États (en) en septembre 2023.

### Concernant la prolifération d'armes nucléaires
La production de matières utilisées dans des armes peut être effectuée ou facilitée par certains types de centrales nucléaires civiles. De plus, les inspections menées par l'agence rencontrent souvent de nombreux obstacles, ce qui lui interdit de vérifier parfaitement les activités de certains États. Ainsi, en Irak, il lui a fallu plusieurs mois pour conclure que le régime n'avait pas réussi à fabriquer d'armes atomiques. Dans nombre de ses campagnes d'investigations, l'AIEA est revenue sans réelles certitudes sur les programmes en cours et le fait qu'elle condamne un projet, comme elle le fit fin 2009 des travaux de l'Iran, ne l'interrompt pas nécessairement. Par ailleurs l'agence ne peut vérifier de programme clandestin ou de pays non signataire du TNP. Certains pays tels que l'Inde, Israël et le Pakistan se sont ainsi invités parmi les puissances nucléaires.
La remise du prix Nobel de la paix 2005 à l'AIEA a soulevé des critiques. Accusant l'AIEA de favoriser la prolifération d'armes nucléaires à travers le développement du nucléaire civil (bien que ce type de lien ne soit pas aisément démontrable car nucléaire civil et militaire exigent des matériaux et des installations différentes) plutôt que de réguler les utilisations de l'atome, les antinucléaires ont vu en ce prix Nobel une façon de légitimer une organisation qui ne fait pas l'unanimité. Ce prix Nobel permettait aussi d'appuyer l'agence et de renforcer sa crédibilité dans ses investigations dans la crise du nucléaire iranien.
Les antinucléaires accusent l'AIEA de minimiser les risques liés à l'utilisation de l'énergie nucléaire. Ainsi, dans l'un de ses rapports sur la catastrophe nucléaire de Tchernobyl, 50 victimes ont été dénombrées puis des communiqués firent état d'au plus 4 000 puis 9 000 victimes à long terme, tous controversés.

### Concernant ses relations avec l'Organisation mondiale de la santé

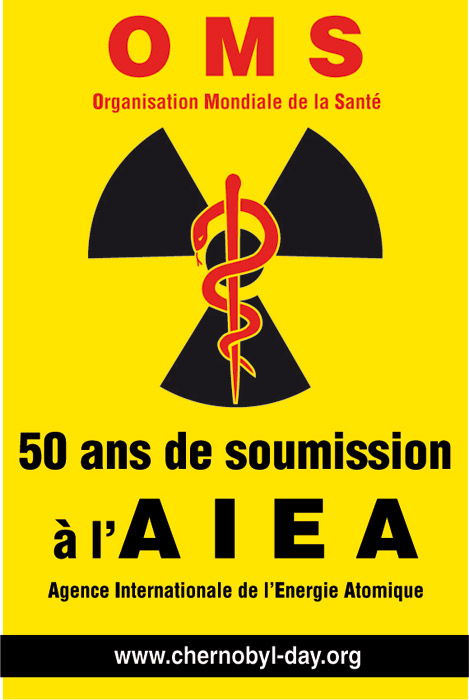
Affiche Tchernobyl Day, 2011.

L'Organisation mondiale de la santé possède une expertise sur la catastrophe de Tchernobyl, mais est liée par un accord signé en 1959 avec l'AIEA en ce qui concerne les communications publiques. Les dommages génétiques causés par Tchernobyl ne peuvent par exemple pas être cités par l'OMS sans consultation de l'AIEA. En 1995, par exemple, les actes d'un colloque organisé par l'OMS réunissant plus de 700 médecins étudiant les effets de la catastrophe de Tchernobyl n'ont ainsi pas été publiés. Le collectif Independent WHO demande la révision de cet accord (par des manifestations quotidiennes à Genève depuis le 26 avril 2007). Les explications de l'attitude de l'OMS sont les suivantes :
- depuis l'accord de 1959, l'AIEA contrôle toutes les recherches sur les risques médicaux entraînés par l'utilisation commerciale de l'énergie nucléaire, en lieu et place des organisations de médecins indépendants ;
- l'accord implique que tous les projets de recherche dont les résultats pourraient limiter la croissance de l'industrie nucléaire ne peuvent être menés par l'OMS que si elle collabore avec l'AIEA[48] ;
- l'accord implique dans son article 3 que « L'OMS et l'AIEA reconnaissent qu'elles peuvent être appelées à prendre certaines mesures restrictives pour sauvegarder le caractère confidentiel de certains documents »[49].

Pour André Larivière, membre du Réseau Sortir du nucléaire France, l'AIEA est la seule institution qui dépend directement du Conseil de sécurité. Elle a donc préséance sur l'OMS.